# Richard Steinmetz
Richard Steinmetz (Chicago, 16 febbraio 1959) è un attore statunitense.
Nel maggio 2004, Steinmetz è entrato a far parte del cast di Passions nel ruolo di Martin Fitzgerald, patriarca della famiglia Lopez-Fitzgerald, che ha lasciato nel settembre 2006.
In precedenza, Richard Steinmetz aveva una lunga serie di ruoli cinematografici e televisivi fra cui Quando si ama nel ruolo di Jeff Hartman e Melrose Place nel ruolo di Jimmy Stanley. Fra i film a cui Steinmetz ha preso parte si possono citare The One con Jet Li, Crazy/Beautiful, e S.W.A.T. - Squadra speciale anticrimine. È inoltre apparso come guest star in Crossing Jordan, Law & Order, The Commish, War Stories, Sports Night e Monk.

## Filmografia parziale

### Cinema
- Il sostituto (The Alternate), regia di Sam Firstenberg (2000)
- Crazy/Beautiful, regia di John Stockwell (2001)
- The One, regia di James Wong (2001)
- S.W.A.T. - Squadra speciale anticrimine (S.W.A.T.), regia di Clark Johnson (2003)

### Televisione
- Quando si ama (Loving) - soap opera, 27 episodi (1989-1995)
- Melrose Place - serie TV, 2 episodi (1996)
- Crossing Jordan - serie TV, episodio 1x09 (2001)
- Passions - soap opera, 89 episodi (2004-2007)
- Cold Case - Delitti irrisolti (Cold Case) - serie TV, episodio 4x08 (2005)
- CSI - Scena del crimine (CSI: Crime Scene Investigation) - serie TV, episodio 9x08 (2008)
- Detective Monk - serie TV, episodio 7x13 (2009)
- General Hospital - soap opera, 25 episodi (2012)
- Better Things - serie TV, episodio 4x04 (2020)
- Magnum P.I. - serie TV, episodio 5x09 (2023)

## Doppiatori italiani
Nelle versioni in italiano delle opere in cui ha recitato, Richard Steinmetz è stato doppiato da:
- Giorgio Locuratolo in Quando si ama
- Mauro Magliozzi in CSI - Scena del crimine
- Saverio Indrio in Detective Monk
- Stefano Mondini in Magnum P.I.